# Campionato internazionale femminile per club
Il Campionato internazionale femminile per club (in inglese International Women's Club Championship), noto anche come Nestlé Cup per motivi di sponsorizzazione, è stato un torneo internazionale per squadre di calcio femminile organizzato dalla Japan Football Association tra il 2012 e il 2014.
Pur non essendo patrocinato ufficialmente dalla FIFA, il torneo si propose come equivalente femminile del Mondiale per club.

## Storia
La prima edizione si disputò nel 2012 e vide la partecipazione di quattro squadre: l'Olympique Lione, vincitore della UEFA Women's Champions League; il Canberra United, vincitore del campionato australiano; l'INAC Kobe Leonessa, vincitore del campionato giapponese; il Nippon TV Beleza, vincitore della coppa nipponica.
Nel 2013 fu ammessa la vincitrice della Coppa Libertadores, mentre nel 2014 anche la vincitrice di uno spareggio asiatico, ovvero le cinesi dello Jiangsu Huatai.

## Albo d'oro
| Anno            | Sede     | Vincitore          | Finalista          | Partecipanti |
| --------------- | -------- | ------------------ | ------------------ | ------------ |
| 2012 (Dettagli) | Giappone | Olympique Lione    | INAC Kobe Leonessa | 4            |
| 2013 (Dettagli) | Giappone | INAC Kobe Leonessa | Chelsea            | 5            |
| 2014 (Dettagli) | Giappone | São José           | Arsenal            | 6            |